# Pásek (subkultura)

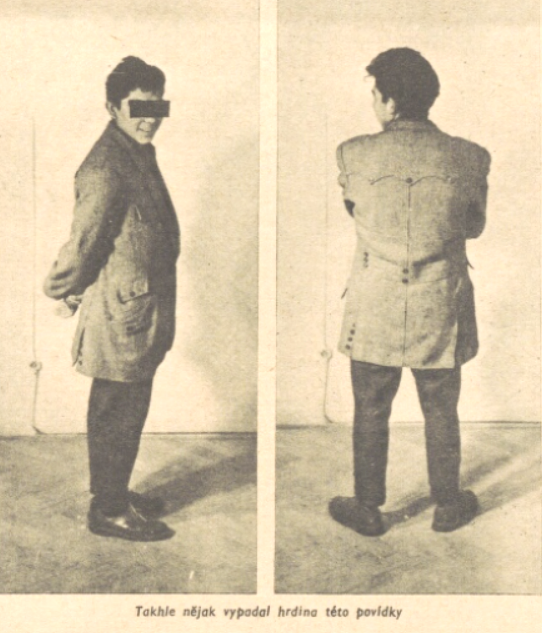
Pásek na ilustrační fotografii humoristického časopisu Dikobraz (1953)

Pásek bylo od konce čtyřicátých do začátku šedesátých let 20. století označení pro mladého člověka, který žil nekonformním způsobem života, jenž byl ovlivněn zrodem rock’n’rollu a obdivem ke Spojeným státům americkým. Páskové navazovali na potápky, což byla nepřizpůsobivá mládež v období protektorátu. Subkultura českých pásků byla generační obdobou anglických Teddy Boys.

## Subkultura
K módě pásků patřilo na tu dobu výstřední oblečení (účes eman, speciální sako lahvovitého tvaru, barevné košile, ručně malované kravaty s exotickými výjevy atd.) a specifická mluva ovlivněná angličtinou (např. příslušníkům SNB se říkalo „sunny boy“). Režim proti nim vystupoval represivně podle protichuligánských norem převzatých ze Sovětského svazu, především proto, že ignorovali či přímo mařili činnost oficiálních mládežnických organizací. Někteří z nich skutečně propadli alkoholismu nebo páchali drobnou kriminalitu (viz především Vyšehradští jezdci), většina zúčastněné mládeže však vnímala „páskovství“ jen jako revoltu.
Zápisy Veřejné bezpečnosti charakterizovaly pásky jako:
„Osoba, která nezvyklým oblečením, okázale odlišnými zálibami a nápadným chováním dává najevo svůj odstup od průměrné společnosti.“

Dokumentace ÚV KSČ uváděla podobný popis:
„Takzvaní páskové mají dnes své označení v mnoha světových jazycích a míní se jím v méně závažných případech taková mládež, která nezvyklým oblečením, okázale odlišnými zálibami a nápadným chováním dává najevo svůj odstup od průměrné veřejnosti.“

V průběhu šedesátých let nabyla oblibu móda mániček, tedy dlouhovlasé mládeže, která poslouchala skupiny britské invaze v čele s The Beatles a nikoliv „dřevní“ rock’n’roll. Proto také páskové hleděli na "máničky" s nedůvěrou či přímo s pohrdáním.

## Kulturní ohlas
Fenomén páskovství je kulturně ztvárněn například v českém filmu Šakalí léta nebo v ruském Stilyagi, který se věnuje obdobné módě v Sovětském svazu a jeho oficiální český název zní právě „páskové“. Většinová veřejnost zná však termín pásek bez bližších souvislostí z písně Milenci v texaskách, ústřední melodie filmu Starci na chmelu (1964), v níž se objevují slova:
Chodili spolu z čisté lásky
a sedmnáct jim bylo let
a do té lásky bez nadsázky
se vešel celý širý svět.
Ten svět v nich ale viděl pásky
a jak by mohl nevidět,
vždyť horovali pro texasky
a sedmnáct jim bylo let.
Ovšem film Starci na chmelu paradoxně vznikl až deset let po stěžejním období rock’n’rollových pásků. Pokud měl tedy někdo potřebu hlavní hrdiny filmu jako pásky nazývat, byl to už pomalu anachronismus.[zdroj?]